# Quadrastichus multisensillis
Quadrastichus multisensillis är en stekelart som först beskrevs av Kostjukov 1995.  Quadrastichus multisensillis ingår i släktet Quadrastichus och familjen finglanssteklar. Inga underarter finns listade i Catalogue of Life.